# Кугушень
Кугуше́нь (рос. Кугушень, марій. Кугушен) — село у складі Сернурського району Марій Ел, Росія. Входить до складу Зашижемського сільського поселення.

## Населення
Населення — 186 осіб (2010; 155 у 2002).
Національний склад (станом на 2002 рік):
- марі — 81 %